# Marnitz
Marnitz es un municipio situado en el distrito de Ludwigslust-Parchim, en el estado federado de Mecklemburgo-Pomerania Occidental (Alemania), a una altitud de 85 metros. Su población a finales de 2016 era de 763 habs. y su densidad poblacional, 25 hab/km².

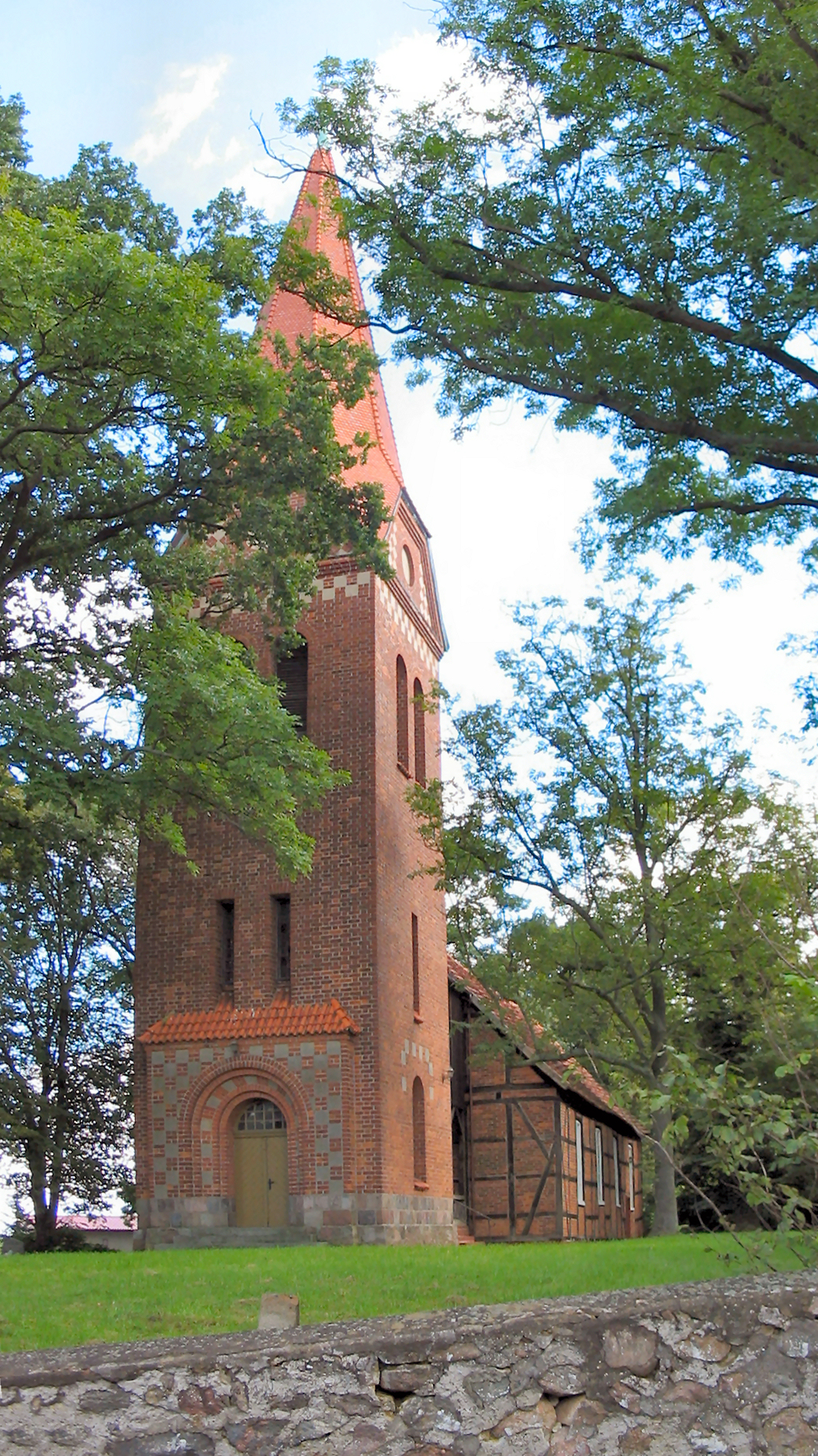
Iglesia de Marnitz